# Yaathrayude Anthyam
Pour plus de détails, voir Fiche technique et Distribution.

Oru Yaathrayude Anthyam est un téléfilm indien réalisé par KG George, sorti en 1991, et tourné en malayalam,.

## Distribution
- Murali
- Karamana Janardanan Nair
- MG Soman

## Fiche technique
- Réalisateur : KG George
- Producteur : Dooradarshan
- Scénario : 	Parappurathu

## Synopsis
Un célèbre écrivain obtient un job agriculteur dans le village.